# 横港镇
横港镇，是中华人民共和国江西省九江市瑞昌市下辖的一个乡镇级行政单位。

## 行政区划
横港镇下辖以下地区：
莫家铺社区、远景村、清湓村、赤岗村、初升村、富强村、繁荣村、红光村、红星村、嵋荣村、嵋光村、风景村、风坪村、先锋村和横港水库生活区。